# Матильда Августа Ураська
Матильда Августа Ураська (нім. Mathilde Auguste von Urach), повне ім'я Матильда Августа Пауліна Вільгельміна Теодолінда Ураська (нім. Mathilde Auguste Pauline Wilhelmine Théodelinde von Urach ( 14 січня 1854 — 13 липня 1907) — принцеса Ураська, донька першого герцога Ураху Вільгельма та Теоделінди де Богарне, дружина Паоло Альтьєрі, князя Оріоло і Віано.

## Життєпис
Матильда народилась 14 січня 1854 року у Штутгарті. Вона була наймолодшою з чотирьох доньок принца Вільгельма Вюртемберзького та його першої дружини Теоделінди де Богарне. Її старшими сестрами були Августіна Євгенія, Марія Жозефіна та Євгенія Амалія. Матір померла, коли Матильді виповнилося три роки. Через певний час, батько оженився вдруге із Флорестіною Гримальді. Від цього шлюбу він мав двох синів. У 1867 став першим герцогом Урах.
2 лютого 1874 року в Монако Матильда одружилася із Паоло Альтьєрі, восьмим князем Оріоло і Віано. Нареченій виповнилося двадцять років, нареченому — двадцять чотири. У подружжя народилося восьмеро дітей. Разом вони були до смерті Паоло у 1901 році. Матильда пішла з життя шість років потому.

## Родина
Чоловік — Паоло Альтьєрі, восьмий князь Оріоло і Віано
Діти:
- Теодолінда (1876—1947) — одружена із Франческо Наполі-Рамполла, князем Бонфорнелло, мала двох синів;
- Клементе Ігнаціо (1877—1886) — помер у віці 8 років;
- Людовіко (1878—1955) — 9-й князь Оріоло і Віано, одружений із Емілією Белестра, донькою сенатора Джакомо Белестра,[2] дітей не мав;
- Марія Августа (1880—19?) — одружена із маркізом Роберто Паллавічіно, мала єдиного сина;
- Гільєльмо Карло (1884—1894) — помер у віці 10 років;
- Маркантоніо (5 жовтня—10 грудня 1886) — помер немовлям;
- Камілла (1889—1971) — одружена з графом Пазоліно Пазоліні далл'Онда, дітей не мала;
- Маркантоніо (1891—1919) — одружений із Фрідою Ґалотті, дітей не мав.